# La Vestale (Pacini)
La Vestale è un'opera in due atti di Giovanni Pacini, su libretto di Luigi Romanelli. La prima rappresentazione ebbe luogo al Teatro alla Scala di Milano il 6 febbraio 1823.

## Trama
L'azzione (sic) è in Roma
La trama segue il filone classico della storia della vestale Giulia, che, avendo creduto morto l'amato Licinio in guerra, decide di farsi vergine vestale; tuttavia, ben presto si scopre che in realtà questi è ancora vivo. Quando però torna a Roma trionfante sui Galli, è troppo tardi, perché ormai Giulia ha preso i voti. Durante un incontro notturno fra i due amanti, Giulia si distrae e fa spegnere il fuoco del tempio di Vesta, che deve ardere in eterno per la salvezza della città. Condannata ad essere sepolta viva dal grande sacerdote Evennio (che si scoprirà, troppo tardi, essere il padre perduto della giovane), la situazione volgerà ad un finale lieto quando un fulmine dal cielo colpirà il focolare spento, riaccendendolo: questo sarà preso come un segno divino che Giulia è innocente, e la ragazza sarà lasciata libera.

## Struttura musicale
- Sinfonia

### Atto I
- N. 1 - Introduzione Cortese accogli (Coro, Emilia, Evennio)
- N. 2 - Coro e Cavatina di Giulia Giulia, perché t'arresti? - Alla patria intatto io serbo (Giulia, Emilia, Coro)
- N. 3 - Coro e Cavatina di Licinio Se per te di nuova luce - Se de' nemici a scorno (Licinio, Coro)
- N. 4 - Quintetto Quel cupo silenzio (Evennio, Giulia, Licinio, Cinna, Fabio, Coro)
- N. 5 - Coro Il pigro, e lusinghiero
- N. 6 - Duetto fra Giulia e Licinio e Finale I Deh! se pietosa io sono - Licinio... alcun s'avanza... (Giulia, Licinio, Cinna, Coro, Evennio)

### Atto II
- N. 7 - Coro ed Aria di Licinio Quei che difesero  Se colei, per cui respiro (Licinio, Coro)
- N. 8 - Aria di Cinna Mentre voi, paghi e felici
- N. 9 - Terzetto fra Giulia, Licinio ed Evennio Gli affetti di padre
- N. 10 - Cavatina di Fulvia Presenti al mio pensiero
- N. 11 - Coro ed Aria di Giulia Non può spiegarti il pianto - Io son la rea, né imploro (Giulia, Coro, Evennio)
- N. 12 - Finale II Qual insolito portento (Fabio, Fulvia, Sempronio, Coro, Giulia, Licinio, Evennio, Cinna)